# Leucula planivena
Leucula planivena är en fjärilsart som beskrevs av Paul Dognin 1914. Leucula planivena ingår i släktet Leucula och familjen mätare. Inga underarter finns listade i Catalogue of Life.